# Real Castilla
Real Castilla es una localidad de México perteneciente al municipio de Atotonilco de Tula en el estado de Hidalgo.

## Historia
Se reconoció como localidad el 15 de abril de 2015.

## Geografía
Se encuentra en la región del Valle del Mezquital, a la localidad le corresponden las coordenadas geográficas 19° 55’ 54.094” de latitud norte y 99° 13’ 52.301” de longitud oeste, con una altitud de 2289 m s. n. m. Cuenta con un clima semiseco templado.
En cuanto a fisiografía se encuentra dentro de la provincia de la Eje Neovolcánico dentro de la subprovincia de Lagos y Volcanes de Anáhuac; su terreno es de lomerío. En lo que respecta a la hidrografía se encuentra posicionado en la región Panuco, dentro de la cuenca del río Moctezuma, en la subcuenca del río El Salto.

## Demografía
En 2020 registró una población de 2653 personas, lo que corresponde al 4.25 % de la población municipal. De los cuales 1309 son hombres y 1344 son mujeres. Tiene 821 viviendas particulares habitadas.

## Economía
La localidad tiene un grado de marginación bajo y un grado de rezago social bajo.